# Aign (Sankt Wolfgang)
Aign ist ein Gemeindeteil  von St. Wolfgang im oberbayerischen Landkreis Erding.

## Lage
Die Einöde Aign liegt sieben Kilometer südöstlich des Rathauses von Sankt Wolfgang und 1,75 Kilometer südwestlich von Oberornau.
Der Stallstadel des Dreiseithofes (Aign 1) ist ein Riegelbau mit Satteldach und Bundwerk auf massivem Unterbau. Er ist mit der Jahreszahl 1841 bezeichnet und als Baudenkmal in die Liste der Baudenkmäler in Sankt Wolfgang eingetragen.

## Bevölkerungsentwicklung
Um 1871 gab es in Aign vier Einwohner. Die Einwohnerzahl stieg in der Nachkriegszeit des Ersten Weltkrieges um 1925 auf elf. Im Mai 1987 lebten dort wieder vier Einwohner in einem Wohngebäude.
| Jahr      | 1871 | 1925 | 1950 | 1970 | 1987 |
| Einwohner | 4    | 11   | 8    | 4    | 4    |